# Овчинников Сергій Анатолійович
Сергі́й Анато́лійович Овчи́нников (рос. Сергей Анатольевич Овчинников нар. 25 жовтня 1960, Сталіно, УРСР) — радянський та український футболіст, захисник, футбольний арбітр. У радянській вищій лізі зіграв 27 матчів. Переможець юніорського турніру УЄФА 1978 року, срібний призер молодіжного чемпіонату світу (1979). Майстер спорту СРСР (1980).

## Клубна кар'єра
Вихованець ДЮСШ «Шахтар» (Донецьк), перший тренер — Микола Кривенко. На дорослому рівні почав виступати у 1976 році в дублі донецького «Шахтаря». Срібний призер Всесоюзних спортивних ігор молоді 1977 року.
У 1979 році призваний в армію і виступав за київський СКА. У 1980 році перейшов у московський ЦСКА, дебютний матч зіграв у Кубку СРСР 27 лютого 1980 року проти «Гурії», а в чемпіонаті країни — 3 травня 1980 року проти «Кубані». Всього у складі армійців провів 7 матчів у чемпіонаті і 6 — у Кубку.
Після закінчення військової служби повернувся в Донецьк, спочатку грав за дубль, а з літа 1982 року — за основну команду, але стабільним гравцем стартового складу так і не став. Протягом декількох років виступав за «Шахтар» з Горлівки, а також провів 4 матчі у вищій лізі за харківський «Металіст». У 1986—1987 роках знову намагався закріпитися в донецькому «Шахтарі», але йому це не вдалося. Після цього знову виступав у горлівському «Шахтарі». У 1989 році став гравцем хмельницького «Поділля», але в наступному році перейшов до криворізького «Кривбасу». Завершив професійну кар'єру в 1992 році в клубі «Прометей» (Шахтарськ), який грав у перехідній лізі України.

## Кар'єра в збірній
У 1978 році став переможцем юніорського турніру УЄФА (неофіційного чемпіонату Європи), в тому числі грав у фінальному матчі проти Югославії. У 1979 році став срібним призером молодіжного чемпіонату світу. Всього за збірні СРСР молодших вікових груп зіграв 41 матч і забив 2 м'ячі.

## Суддівська кар'єра
З початку 1990-х років працював футбольним арбітром у матчах всіх дивізіонів чемпіонату і Кубка України. Представляв місто Донецьк. Всього взяв участь в більш ніж 200 матчах, переважно як боковий суддя. У вищій лізі України відсудив 72 гри в 1998—2006 роках, усі — як боковий арбітр.
Працює викладачем фізвиховання ДонДТУ. Станом на 2016 рік входив до складу КДК т. зв. «футбольного союзу ДНР» та інспектує матчі т. зв. «чемпіонату республіки».

## Титули і досягнення
- Чемпіон Європи (U-18): 1978